# Campeonato Chileno de Futebol de 1999 - Segunda Divisão
O Campeonato Chileno de Futebol de Segunda Divisão de 1998 (oficialmente Campeonato Nacional «Banco del Estado» de Primera B de la Asociación Nacional de Fútbol Profesional de Chile 1999) foi a 49ª edição do campeonato do futebol do Chile, segunda divisão, no formato "Primera B". Os 15 clubes (o Club de Deportes Temuco, rebaixado do Campeonato Chileno de Futebol de 1998, desistiu antes do torneio iniciar) jogam em turno e returno. O campeão e vice são promovidos para o Campeonato Chileno de Futebol de 2000 diretamente, enquanto o terceiro e o quarto colocado jogaria play-offs com o antepenúltimo da primeira divisão. O último colocado era rebaixado para o Campeonato Chileno de Futebol de 2000 - Terceira Divisão.

## Participantes
| Equipe                                        | Cidade        | Região                           | No ano anterior                                                      | Estádio                                       | Capacidade | Títulos        | Participações |
| --------------------------------------------- | ------------- | -------------------------------- | -------------------------------------------------------------------- | --------------------------------------------- | ---------- | -------------- | ------------- |
| Club Deportivo Arica                          | Arica         | Região de Tarapacá               | Décimo Quarto Lugar                                                  | Estádio Carlos Dittborn                       | 10.000     | 1 (1981)       | 19            |
| Club de Deportes Unión San Felipe             | San Felipe    | Região de Valparaíso             | Décimo Lugar                                                         | Estádio Municipal de San Felipe               | 18.500     | 1 (1970)       | 27            |
| Club de Deportes Ñublense                     | Chillán       | Região de Bío-Bío                | Décimo Quinto Lugar                                                  | Estádio Bicentenário Municipal Nelson Oyarzún | 12.000     | 1 (1976)       | 34            |
| Club Deportivo Arturo Fernández Vial          | Concepción    | Região de Bío-Bío                | Décimo Terceiro Lugar                                                | Estádio Municipal de Concepción               | 35.000     | 1 (1982)       | 9             |
| Club de Deportes Ovalle                       | Ovalle        | Região de Coquimbo               | Décimo Primeiro Lugar                                                | Estádio Municipal de Ovalle                   | 8.000      | 0 (não possui) | 33            |
| Club de Deportes Melipilla                    | Melipilla     | Região Metropolitana de Santiago | Oitavo Lugar                                                         | Estádio Municipal Roberto Bravo Santibáñez    | 5.500      | 0 (não possui) | 7             |
| Deportes Linares                              | Linares       | Região de Maule                  | Sétimo Lugar                                                         | Estádio Fiscal de Linares                     | 7.000      | 0 (não possui) | 37            |
| Club Deportivo Magallanes                     | Maipú         | Região Metropolitana de Santiago | Nono Lugar                                                           | Estádio Independência                         | 13.500     | 0 (não possui) | 17            |
| Corporación Deportiva Everton de Viña del Mar | Viña del Mar  | Região de Valparaíso             | Sexto Lugar                                                          | Estádio Sausalito                             | 25.000     | 0 (não possui) | 8             |
| Club Deportivo Universidad de Concepción      | Concepción    | Região de Bío-Bío                | Quinto Lugar                                                         | Estádio Municipal de Concepción               | 35.000     | 0 (não possui) | 2             |
| Club de Deportes Antofagasta                  | Antofagasta   | Região de Antofagasta            | Décimo Segundo Lugar                                                 | Estádio Regional de Antofagasta               | 26.339     | 1 (1968)       | 15            |
| Unión Española                                | Independencia | Região Metropolitana de Santiago | Quarto Lugar                                                         | Estádio Santa Laura                           | 22.375     | 0 (não possui) | 2             |
| Colchagua Club de Deportes                    | San Fernando  | Região de O'Higgins              | Acesso pelo Campeonato Chileno de Futebol de 1998 - Terceira Divisão | Estádio Municipal Jorge Silva Valenzuela      | 5.900      | 0 (não possui) | 34            |
| Club de Deportes Santiago Wanderers           | Valparaíso    | Região de Valparaíso             | Rebaixado do Campeonato Chileno de Futebol de 1998                   | Estádio Elías Figueroa Brander                | 23.000     | 2 (1978, 1995) | 13            |
| Club Deportivo Provincial Osorno              | Osorno        | Região de Los Lagos              | Rebaixado do Campeonato Chileno de Futebol de 1998                   | Estádio Municipal Rubén Marcos Peralta        | 12.000     | 2 (1990, 1992) | 10            |

## Campeão
| Campeão Chileno Segunda Divisão 1999               |
| -------------------------------------------------- |
| Unión Española (Independencia) (1º título) Campeão |